# Olly (énekes)
Federico Olivieri, művésznevén Olly (Genova, 2001. május 5. – ) olasz énekes, zeneszerző, rapper, a 2025-ös Sanremói Dalfesztivál győztese.

## Élete
Olivieri Genovában született, egy ügyvéd apa és egy bíró anya gyermekeként. Családja később a Foce negyedben telepedett le. Fiatal korában rögbizett. Zenei tanulmányainak kezdetén beiratkozott a genovai Conservatorio Niccolò Paganinibe, ahol zenét és éneklést tanult. Később Milánóba költözött, és 2022-ben üzleti és menedzsment szakon szerzett egyetemi diplomát.

## Pályafutása
Olly zenei karrierje 2016-ban kezdődött, amikor megalapította a Madmut Branco nevű együttest, amelynek keretében kiadta első projektjét, a Piacere Mixtape-et. 2017-ben megjelent első szólóprojektje, a Namaste című EP, amelyet Matsby-vel közösen készített. Ugyanebben az évben közreműködött Alfa, szintén genovai zenész Chiara Ferragni című dalában. A következő évben kiadta második EP-jét, a Cry4U-t, valamint első kislemezét, a Bla-Bla Cart.
2021-ben Instagramon közzétett egy feldolgozást Arisa La notte című dalából. A videó nagy sikert aratott, és a dal később La notte (RMX) címen, Arisával közösen kislemezként is megjelent. Ugyanezen év tavaszán megszerezte első lemezszerződését az Aleph Recordsnál, amelyet az Epic Records terjesztett a Sony Music égisze alatt. 2021 júliusában az MTV New Generation A hónap előadója címmel díjazták.
2022 szeptemberében Olly előzenekarként lépett fel Blanco genovai koncertjén. Később az év során a 12 kiválasztott előadó egyikeként részt vett a Sanremo Giovani 2022 versenyen, amelynek célja hat új előadó kiválasztása volt a 2023-as Sanremói Dalfesztivál mezőnyébe. L’anima balla című dala a döntőbe jutott, így bekerült a fő versenybe. Ott Polvere című dalával versenyzett, és a huszonnegyedik helyen végzett. A fesztivált követően megjelent első stúdióalbumát, a Gira, il mondo gira.
2024 októberében kiadta második stúdióalbumát, a Tutta vitát, amely platinalemez minősítést ért el az FIMI-nél. Decemberben bejelentették, hogy Balorda nostalgia című dalával indul a 2025-ös Sanremói Dalfesztiválon. 2025. február 15-én megnyerte a versenyt, így az övé lett a lehetőség, hogy képviselhette volna Olaszországot a 2025-ös Eurovíziós Dalfesztiválon, azonban végül úgy döntött, hogy nem él ezzel, így a Sanremói Dalfesztivál második helyezettje, Lucio Corsi léphet fel Bázelben.

## Diszkográfia

### Albumok
| Cím                                    | Album részletei                                           | Legmagasabb slágerlistás helyezés | Minősítés       |
| Cím                                    | Album részletei                                           | ITA                               | Minősítés       |
| -------------------------------------- | --------------------------------------------------------- | --------------------------------- | --------------- |
| Gira, il mondo gira (Jvli-val közösen) | - Megjelent: 2023. február 10. - Kiadó: Aleph, Sony Music | 13                                | - FIMI: Platina |
| Tutta vita (Jvli-val közösen)          | - Megjelent: 2024. október 25. - Kiadó: Aleph, Sony Music | 1                                 | - FIMI: Platina |

### EP-k
| Cím                              | EP részletei                                             |
| -------------------------------- | -------------------------------------------------------- |
| Namaste (Matsby-vel közösen)     | - Megjelent: 2017. július 17. - Kiadó: Independent       |
| Cry4U                            | - Megjelent: 2018. június 15. - Kiadó: Independent       |
| Io sono                          | - Megjelent: 2020. november 6. - Kiadó: Independent      |
| Il mondo gira (Jvli-val közösen) | - Megjelent: 2022. július 21. - Kiadó: Aleph, Sony Music |

### Mixtape albumok
| Cím                                       | Mixtape részletei                      |
| ----------------------------------------- | -------------------------------------- |
| Piacere Mixtape A Madmut Branco részeként | - Megjelent: 2016 - Kiadó: Independent |

### Kislemezek
| Cím                                                      | Év   | Legmagasabb slágerlistás helyezés | Minősítés          | Album                  |
| Cím                                                      | Év   | ITA                               | Minősítés          | Album                  |
| -------------------------------------------------------- | ---- | --------------------------------- | ------------------ | ---------------------- |
| Bla-Bla Car                                              | 2018 | —                                 |                    | Nem jelent meg albumon |
| Bevi                                                     | 2019 | —                                 |                    | Nem jelent meg albumon |
| Best Seller (Alfával közösen)                            | 2019 | —                                 |                    | Nem jelent meg albumon |
| Il primo amore                                           | 2019 | —                                 |                    | Nem jelent meg albumon |
| Dimmi quando                                             | 2019 | —                                 |                    | Nem jelent meg albumon |
| Non mi va                                                | 2020 | —                                 |                    | Nem jelent meg albumon |
| Mai e poi mai                                            | 2020 | —                                 |                    | Io sono                |
| Winston Blue                                             | 2020 | —                                 |                    | Io sono                |
| Non mi va                                                | 2021 | —                                 |                    | Nem jelent meg albumon |
| Non ho paura (Oliver Green-nel és Jvli-val közösen)      | 2021 | —                                 |                    | Nem jelent meg albumon |
| Lego                                                     | 2021 | —                                 |                    | Nem jelent meg albumon |
| La notte (RMX) (Arisával közösen)                        | 2021 | —                                 |                    | Nem jelent meg albumon |
| Hai fatto bene                                           | 2021 | —                                 |                    | Nem jelent meg albumon |
| Scuba Diving                                             | 2022 | —                                 |                    | Nem jelent meg albumon |
| Un'altra volta                                           | 2022 | —                                 |                    | Il mondo gira          |
| Siamo noi (Axos-szal közösen)                            | 2022 | —                                 |                    | Nem jelent meg albumon |
| Fidati di me                                             | 2022 | —                                 |                    | Nem jelent meg albumon |
| Fammi morire                                             | 2022 | —                                 |                    | Il mondo gira          |
| L'anima balla                                            | 2022 | —                                 |                    | Il mondo gira          |
| Polvere                                                  | 2023 | 14                                | - FIMI: Platina    | Gira, il mondo gira    |
| Tutto con te                                             | 2023 | —                                 |                    | Gira, il mondo gira    |
| A squarciagola                                           | 2023 | 77                                |                    | Tutta vita             |
| Devastante (Jvli-val közösen)                            | 2024 | 10                                | - FIMI: 3× Platina | Tutta vita             |
| Ho voglia di te (Jvli-val és Emmával közösen)            | 2024 | 20                                | - FIMI: Platina    | Nem jelent meg albumon |
| Per due come noi (Angelina Mangóval és Jvli-val közösen) | 2024 | 1                                 | - FIMI: 2× Platina | Tutta vita             |
| Quei ricordi là                                          | 2024 | 15                                | - FIMI: Arany      | Tutta vita             |
| Balorda nostalgia                                        | 2025 | 1                                 |                    | Tutta vita             |
| "—" jelzi, ha a dal nem ért el slágerlistás helyezést.   |      |                                   |                    |                        |

#### Közreműködő előadóként
| Cím                                               | Év   | Legmagasabb slágerlistás helyezés | Minősítés | Album                  |
| Cím                                               | Év   | ITA                               | Minősítés | Album                  |
| ------------------------------------------------- | ---- | --------------------------------- | --------- | ---------------------- |
| Chiara Ferragni (Alfa, km. Olly és Matsby)        | 2017 | —                                 |           | Nem jelent meg albumon |
| Amigos (Remix) (Vagae km. Olly és CLVB)           | 2018 | —                                 |           | Nem jelent meg albumon |
| La chiave (Jacopo Bagorda km. Olly)               | 2019 | —                                 |           | Nem jelent meg albumon |
| Black Room Posse (Eames és FJLO km. Olly)         | 2019 | —                                 |           | IV                     |
| Diverso (Matsby és Joe Viegas km. Olly és Yanomi) | 2019 | —                                 |           | Nem jelent meg albumon |
| Bevo tutta la notte (Alfa km. Drast és Olly)      | 2021 | —                                 |           | Nord                   |